# 海上自衛隊呉史料館

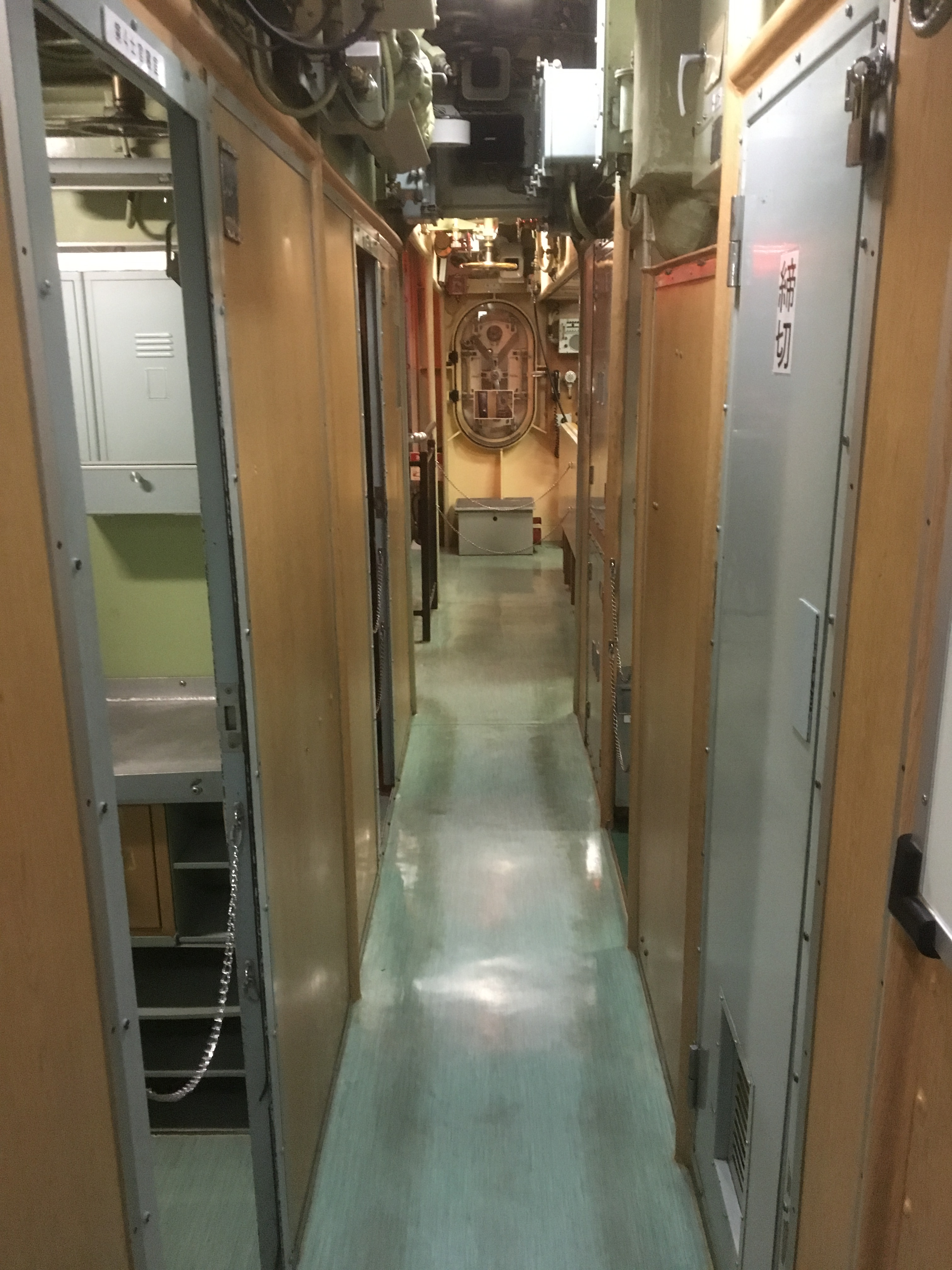
潜水艦あきしおの内部

海上自衛隊呉史料館（かいじょうじえいたいくれしりょうかん JMSDF Kure Museum）は、広島県呉市にある海上自衛隊の広報を目的とした施設で、愛称は「てつのくじら館」。2007年4月5日より一般公開されていて、入館料は無料である。

## 展示内容
海上自衛隊の歴史や装備品の紹介などが展示されており、1階部分では海上自衛隊の歴史について、2階では機雷の脅威と掃海艇の活躍、3階では潜水艦の活躍について、実物・模型・絵図や映像などの資料を用いて紹介している。
展示の目玉は国内では初めてとなる実物の潜水艦の屋外展示で、この潜水艦は実際に海上自衛隊で就役していたゆうしお型潜水艦の「あきしお」 (SS-579) である。「あきしお」は2004年3月に除籍となった後、展示用に内部機器の交換や汚れを落とすなどし、2006年9月24日から26日に建設中の呉史料館への搬入が実施された。この様子はマスコミでも報じられ、巨大な船体などは関心をよんだ。この「あきしお」は展示の一環として艦内にも入ることができるが、公開されているのは発令所のある甲板のみであり、船殻や艤装は防諜の処置をしている他、案内係員が監視をしている。「あきしお」の錨や推進器（スクリュープロペラ）など、一部は防諜上ダミーのものに差し替えて展示されている。

## 所在地
広島県呉市宝町5-32
- 斜向かいに呉市海事歴史科学館（大和ミュージアム）が、北隣にゆめタウン呉がある。

## アクセス
- 電車で
  - JR呉線呉駅からのペデストリアンデッキ（ゆめタウン呉店内を通り抜けて大和ミュージアムまで繋がる）を徒歩約5分。

ゆめタウン営業時間内であれば店内を通路とすることで直線的にたどり着けるが、時間外であれば入り口直前の階段またはエレベーターで地上に降り、同店の周りを大回りすることになる。
- フェリー等で
  - 呉中央桟橋から徒歩約1分
- 自家用車・バイクで
  - 岡山・福山方面から
    - 山陽自動車道高屋ジャンクション→東広島呉自動車道→阿賀インターチェンジ→国道185号

  - 山口・広島方面から
    - 山陽自動車道広島東インターチェンジ→広島高速1号線→広島高速2号線→広島呉道路

  - 松江・三次方面から
    - 松江自動車道三次東ジャンクション→尾道自動車道三良坂インターチェンジ→広島県道61号三次庄原線→国道375号→高屋インターチェンジ→東広島呉自動車道→阿賀インターチェンジ→国道185号
    - 松江自動車道三次東ジャンクション→中国自動車道広島北ジャンクション→広島自動車道広島ジャンクション→山陽自動車道広島東インターチェンジ→広島高速1号線→広島高速2号線→広島呉道路

## 出来事
- 2020年2月28日-2020年6月21日： 2019新型コロナウイルス感染拡大を受けて休館[1]。